# 東京2020オリンピック The Official Video Game
『東京2020オリンピック The Official Video Game』（とうきょうにいぜろにいぜろオリンピック ジ オフィシャル ビデオ ゲーム、英：Olympic Games Tokyo 2020 - The Official Video Game）は、セガゲームスの開発・発売による2020年東京オリンピックを題材としたスポーツゲームである。
日本では、2019年7月24日にNintendo SwitchとPlayStation 4向けに発売され、2021年6月22日にはMicrosoft Windows、Google Stadia、Xbox One向けにも発売された。日本国外では、COVID-19の世界的大流行により大会の開催が1年延期されたことを受け、Nintendo SwitchとPlayStation 4版が他のプラットフォームと同じ2021年6月22日に発売された。
このゲームでは、80ヶ国の代表チームと18の種目が用意されている。プレイヤーは自分で選手を作ったり、任意のモードで架空の選手を用意して対戦したり、トレーニングモードでトップアスリートと対戦してライセンスを取得したりすることができる。
なおセガゲームスは、同じく2020年東京オリンピックを題材としたゲームソフト『マリオ&ソニック AT 東京2020オリンピック』も発売している。

## 競技種目
発売後の無料アップデートで、4種目のスポーツが追加された。
| - 陸上競技 - トラック - 100メートル - 110メートルハードル - 4×100メートルリレー§ - フィールド - 走り幅跳び - ハンマー投げ - 水上競技 - 競泳100m自由形 - 競泳200m個人メドレー | - 他の競技 - 野球 - バスケットボール - ビーチバレー - ボクシング - 自転車競技、BMXレーシング - サッカー - 柔道§ - 7人制ラグビー§ - スポーツクライミング§ - 卓球（シングルスとダブルス） - テニス（シングルスとダブルス） |

^§：後にダウンロードコンテンツとして追加された。

## 登場する国と地域
- アイルランド
- アメリカ合衆国
- アラブ首長国連邦
- アルジェリア
- アルゼンチン
- アンゴラ
- イギリス
- イスラエル
- イタリア
- イラン
- インド
- インドネシア
- ウクライナ
- ウズベキスタン
- ウルグアイ
- エクアドル
- エジプト
- エチオピア
- オーストラリア
- オーストリア
- オランダ
- ガーナ
- カナダ
- 韓国
- ガンビア
- ギニア
- キューバ
- ギリシャ
- クロアチア
- ケニア
- コートジボワール
- コスタリカ
- コロンビア
- サウジアラビア
- ジャマイカ
- スイス
- スウェーデン
- スペイン
- スロバキア
- スロベニア
- シンガポール
- セネガル
- タイ
- チェコ
- チャイニーズタイペイ
- 中国
- チュニジア
- チリ
- デンマーク
- ドイツ
- トーゴ
- トリニダード・トバゴ
- トルコ
- ナイジェリア
- 日本
- ニュージーランド
- ノルウェー
- パキスタン
- バハマ
- パラグアイ
- ハンガリー
- フィジー
- フィリピン
- フィンランド
- ブラジル
- フランス
- ブルガリア
- ペルー
- ベルギー
- ポーランド
- ボリビア
- ポルトガル
- 香港
- ホンジュラス
- マレーシア
- 南アフリカ
- メキシコ
- モロッコ
- ルーマニア
- ロシアオリンピック委員会[注 1]

## 評価
Switch版は、Digitally Downloadedが80％の評価を行い、「『東京2020』のすぐに際立つ部分は、さまざまなスポーツが表現されていることと、それらすべてが異なるプレイをすることだ」と述べている。さらに、プレゼンテーションとカスタマイズを評価しつつ、「シングルプレイヤーゲームとしては、少し寂しく、制限がある」と付け加えている。